# Sveriges värsta bilförare 2011
Sveriges värsta bilförare 2011 var den fjärde säsongen av Sveriges värsta bilförare, som sändes på TV4 med Adam Alsing som programledare, mellan den 27 januari och 31 mars 2011. Juryn i den fjärde säsongen blev samma som i den tredje: Patrik "Budda" Andersson och Jeanette Jedbäck Hindenburg. 
Det är första säsongen som samma jury fortsätter i en ytterligare säsong. Programmet gick ut på, likt de tidigare säsongerna, att ett antal svenska bilförare som inte kan köra bil bra, tävlar om att inte koras till den värsta av de värsta. I denna säsong var det totalt åtta förare som medverkar i programmet. I finalen korades Sofie "Fia" Cederholm till Sveriges värsta bilförare.
Under sommaren 2010 kunde man skicka in ansökningar till programmet, och därefter spelades programmet in under hösten samma år.

## Jury
Juryn i denna säsong bestod av:
- Patrik Andersson, före detta racerförare, numera testförare och professionell kommentator inom motorsport.
- Jeanette Jedbäck Hindenburg, trafikpedagog och ordförande för Sveriges Trafikskolors Riksförbund Stockholm. Driver dessutom Stockholms Trafiklärarutbildning.

## Deltagare
Namnen i liten text var förarnas respektive co-driver:
- Andreas Barås, 27 år från Kungsbacka, med Mikaela Karlsson, 22 år från Kungsbacka.
- Fredrik "Freddan" Jönsson, 24 år från Vellinge, med Martin Jönsson, 24 år från Vellinge.
- Gabor "Gabbe" Luczi, 31 år från Ekeby, med Szilard "Sillen" Gango, 34 år från Ekeby.
- James Kirkland, 38 år från Stockholm, med Samantha Kirkland, 27 år från Stockholm.
- Johannes Zerihun, 25 år från Visby, med Sven Björk, 25 år från Visby.
- Marja Kääriä, 62 år från Västerås, med Jani Kääriä, 35 år från Västerås.
- Sofie "Fia" Cederholm, 34 år från Broby, med Emma Petersson, 28 år från Broby.
- Wenche Palm, 57 år från Sigtuna, med Jennifer Palm Lundberg, 24 år från Sigtuna.

## Resultat
Titlar i kursiv text innebär ej officiell titel.
| Nr | Sändes           | Uppgifter                                 | Värsta Bilföraren                | Bästa Bilföraren                 | Priser |
| -- | ---------------- | ----------------------------------------- | -------------------------------- | -------------------------------- | --- |
| 1  | 27 januari 2011  | Precisionsövning Bromsövning              | Gabor                            | Fredrik                          | - Två sopkvastar (Gabor & Szilard) - Ett bilvårdskit (Fredrik) (Fredrik fick inte lämna programmet)                                                       |
| 2  | 3 februari 2011  | Blixthalka Stormarknaden Vippbrädan       | Sofie                            | James                            | - En dammsugare (Sofie & Emma) - En ny bil (James) |
| 3  | 10 februari 2011 | Backa Möte på smal väg Återvändsgränden   | Andreas                          | Johannes                         | - En tvättsvamp (Andreas & Mikaela) - En ny EU-moped samt en riskutbildning (Johannes)                                                                    |
| 4  | 17 februari 2011 | Bogsering Dragläge Flyttlasset            | Sofie                            | Marja (Wenche)                   | - Olja till programmets bilar (Sofie & Emma) - Spa-paket (Marja & Jani) (Marja fick inte lämna programmet) - Wenche hoppade av programmet p.g.a. sjukdom. |
| 5  | 24 februari 2011 | Bil & mobil Backa med släp Bilservice     | Fredrik                          | Gabor                            | - Tandborste att rengöra bilarnas fälgar (Fredrik & Martin) - Film om bilkörning (Gabor & Szilard) (Gabor fick inte lämna programmet)                     |
| 6  | 3 mars 2011      | Eco-driving Skrotbilsrally Tillitsövning  | Gabor                            | Marja                            | - En golvmopp (Gabor & Szilard) - Två stycken cyklar (Marja & Jani)                                                                                       |
| 7  | 10 mars 2011     | Hastig undanmanöver Off-road Felstyrd bil | Andreas                          | Fredrik                          | - Vinylputs (Andreas & Mikaela) - Ett godisfat (Fredrik & Martin) (Fredrik fick inte lämna programmet)                                                    |
| 8  | 17 mars 2011     | Köra lastbil Onykter körning Trafikskola  | Sofie                            | Andreas                          | - En hammare och en skruvdragare (Sofie & Emma) - En radiostyrd bil (Andreas & Mikaela) (Andreas fick inte lämna programmet)                              |
| 9  | 24 mars 2011     | Döda vinkeln Olycksplatsen Racerbil       | Andreas Fredrik Gabor Sofie      | Ingen                            | - Städa och göra fint på inspelningsplatsen (Alla deltagare)                                                                                              |
| 10 | 31 mars 2011     | Avsökning Massiv hinderbana Uppkörning    | Fjärde plats: Andreas            | Fjärde plats: Andreas            | - En Xbox |
| 10 | 31 mars 2011     | Avsökning Massiv hinderbana Uppkörning    | Tredje plats: Fredrik            | Tredje plats: Fredrik            | - En GPS |
| 10 | 31 mars 2011     | Avsökning Massiv hinderbana Uppkörning    | Andra plats: Gabor               | Andra plats: Gabor               | - Riskutbildning (fick inte tillbaka sitt körkort direkt)                                                                                                 |
| 10 | 31 mars 2011     | Avsökning Massiv hinderbana Uppkörning    | Sveriges värsta bilförare: Sofie | Sveriges värsta bilförare: Sofie | - 20 körlektioner (fick inte tillbaka sitt körkort direkt)                                                                                                |

| Deltagare                 | 1      | 2      | 3      | 4       | 5      | 6      | 7      | 8      | 9      | 10     |  |
| ------------------------- | ------ | ------ | ------ | ------- | ------ | ------ | ------ | ------ | ------ | ------ |  |
| Sofie "Fia" Cederholm     | Inne   | Värsta | Inne   | Värsta  | Inne   | Inne   | Inne   | Värsta | Värsta | SVB    |  |
| Gabor "Gabbe" Luczi       | Värsta | Inne   | Inne   | Inne    | Bästa  | Värsta | Inne   | Inne   | Värsta | Andra  |  |
| Fredrik "Freddan" Jönsson | Bästa  | Inne   | Inne   | Inne    | Värsta | Inne   | Bästa  | Inne   | Värsta | Tredje |  |
| Andreas Barås             | Inne   | Inne   | Värsta | Inne    | Inne   | Inne   | Värsta | Bästa  | Värsta | Fjärde |  |
| Marja Kääriä              | Inne   | Inne   | Inne   | Bästa   | Inne   | Bästa  |        |        |        |        |  |
| Wenche Palm               | Inne   | Inne   | Inne   | Lämnade |        |        |        |        |        |        |  |
| Johannes Zerihun          | Inne   | Inne   | Bästa  |         |        |        |        |        |        |        |  |
| James Kirkland            | Inne   | Bästa  |        |         |        |        |        |        |        |        |  |

     Bästa - Denna deltagare blev Veckans bästa bilförare och fick lämna programmet.
     Bästa - Denna deltagare blev Veckans bästa bilförare men blev kvar i programmet.
     Inne - Denna deltagare fick stanna kvar i programmet.
     Värsta - Denna deltagare blev Veckans värsta bilförare.
     Lämnade - Denna deltagare hoppade av tävlingen.
     SVB - Denna deltagare blev korad till Sveriges värsta bilförare.
     Andra - Denna deltagare slutade på andra plats.
     Tredje - Denna deltagare slutade på tredje plats.

## Avsnitten
Titlar i kursiv text innebär ej officiell titel.

### Avsnitt 1
- Precisionsövning

Det gäller för föraren att ha kontroll på hur bred och lång bilen är för att kunna genomföra en hinderbana på ett bra sätt. Banan går genom tre hinder; styra genom smal passage där tunnor med vatten står på pålar, ett mindre staket som bildar en smal väg samt en högt gupp som deltagarna ska klara sig över.
- Bromsövning

Föraren ska köra en viss hastighet på en bana och bromsa i tid, för att undvika att köra in i en kartongvägg. Varje förare får två försök att bromsa på: först i 50 och sedan i 80 kilometer i timmen. Gabor Luczi fick dock bara köra en gång, på grund av att man inte kunde garantera säkerheten vid ett andra försök.

### Avsnitt 2
- Blixthalka

Föraren ska köra en hinderbana på ett halt väglag och köra så pass bra att föraren inte åker in i hinder som är utplacerade längs med den kurviga banan.
- Stormarknaden

Föraren ska köra ut från sin parkeringsplats på en parkering vid en stormarknad, men det ska även alla andra förare runt omkring också göra. Är man därför långsam kommer det snart bli irriterade köer ut. Här testas förarens stresstålighet.
- Vippbrädan

Föraren ska lyckas balansera bilen på en gigantisk gungbräda i minst fem sekunder.

### Avsnitt 3
- Backa

Föraren ska backa genom en kurvig väg och inte backa in i de hinder som är utplacerade längs vägen.
- Möte på smal väg

Föraren ska köra på en smal väg där de får möte av en stor hjullastare och måste på ett smart sätt lösa problemet för att kunna ta sig förbi den, genom att backa tillbaka.
- Återvändsgränden

Föraren ska köra i en bana som slutar i en återvändsgränd. Därefter har föraren tio backningsförsök på sig innan en generator slår igång som ger föraren och dess co-driver elchocker som blir starkare ju fler försök föraren får på sig.

### Avsnitt 4
- Bogsering

Föraren ska bogsera bort sin co-driverns bil genom en hinderbana.
- Dragläge

Föraren ska ställa sig i olika parkeringsfickor i en backe och hålla dragläge, dvs. inte trycka ned bromsen. Samtidigt ska co-drivern utföra olika uppdrag från bilen medan föraren håller dragläget.
- Flyttlasset

Föraren och co-drivern ska packa en bil och därefter köra en bana som representerar olika former av vägkvalité.

### Avsnitt 5
- Bil & mobil

Föraren ska köra sin bil och samtidigt prata i mobiltelefon med Adam Alsing, vilket gör att juryn får se om förarens fokusering försämras eller förbättras.
- Backa med släp

Föraren ska backa in en husvagn på en avvisad plats, där en massa hinder som man inte ska köra på står i vägen.
- Bilservice

Föraren och dess co-driver ska under så kort tid som möjligt sköta bilservicen på en racerbil.

### Avsnitt 6
- Eco-driving

Föraren ska köra sin bil så mjukt som möjligt för att inte spilla ut vattnet som finns i en tank på bilens tak.
- Skrotbilsrally

Förarna ska köra ett skrotbilsrally genom en sådan bana. I denna säsong körs endast ett varv.
- Tillitsövning

Föraren ska köra sin bil men ha ögonbindel, vilket gör att co-drivern måste tala om för föraren hur föraren ska styra bilen för att komma i mål.

### Avsnitt 7
- Hastig undanmanöver

Föraren ska köra en bana och vid ett visst oväntat tillfälle ska föraren göra en hastig undanmanöver.
- Off-road

Föraren ska göra off-road terrängbil i skogsmiljö.
- Felstyrd bil

Föraren måste tänka om i denna övning då bilen han eller hon kör är felstyrd, dvs. svänger man åt höger går bilen åt vänster och tvärtom.

### Avsnitt 8
- Köra lastbil

Föraren ska köra en lätt lastbil igenom en hinderbana.
- Onykter körning

Föraren ska köra en hinderbana onykter.
- Trafikskola

Deltagarna ska svara på frågor om vägskyltar och trafikregler.

### Avsnitt 9
- Döda vinkeln

Deltagarna får uppleva konsekvenserna av att inte ha koll på den s.k. "döda vinkeln".
- Olycksplatsen

Föraren ska planera taktiskt hur han/hon ska ta sig förbi en olycksplats där två brinnande bilar står i vägen.
- Racerbil

Förarna får uppleva hur det är att bli körd i en racerbil som går i 200 km/h.

### Avsnitt 10
- Avsökning

Förarna ska köra en hinderbana, där de har extrema glasögon på sig så att de knappt ser något alls.
- Massiv hinderbana

Förarna får köra en hinderbana, där flera moment från säsongen upprepar sig.
- Uppkörning

Förarna fick köra upp i stadstrafik för att bevisa för juryn att de inte är den värsta bilföraren.

## Inspelningsolycka
När inspelningarna startade i september 2010 blev en person i inspelningsteamet skadad, då han fick en dekorvägg över sig som Wenche körde in i. Han ådrog sig bara lättare skador. TV4 valde att ställa in inspelningarna under en kortare tid, för att kunna föra en dialog med deltagarna om den fortsatta inspelningstiden.